# 尼伯龙根 (1924年电影系列)
《尼伯龙根》是一个电影系列，由1924年的两部弗里茨·朗的奇幻默片所组成：《尼伯龙根：齐格弗里德之死》（Die Nibelungen: Siegfried）和《尼伯龙根：克里姆希尔德的复仇》（Die Nibelungen: Kriemhild's Revenge）。
这两部电影由弗里茨·朗和当时的妻子特娅·冯·哈尔博共同编剧，改编于中世纪史诗《尼伯龙根之歌》。